# GN-108036
GN-108036 è una galassia distante, estremamente luminosa, scoperta e confermata dal telescopio Subaru e dal Keck Observatory situati nelle Hawaii; il suo studio è stato completato anche dal telescopio spaziale Hubble e dal telescopio spaziale Spitzer.

Il redshift è risultato di z=7,2, quindi la luce della galassia ha impiegato 12,9 miliardi di anni per giungere fino a noi e la sua formazione risale pertanto a 750 milioni di anni dopo il Big Bang. Presenta un tasso di formazione stellare elevato, ad un ritmo di 100 masse solari all'anno, cioè circa 30 volte più della Via Lattea che risulta 5 volte più estesa e 100 volte più massiccia.